# Gierów
Gierów – wieś w Polsce położona w województwie opolskim, w powiecie brzeskim, w gminie Grodków.

## Nazwa
W księdze łacińskiej Liber fundationis episcopatus Vratislaviensis (pol. Księga uposażeń biskupstwa wrocławskiego) spisanej za czasów biskupa Henryka z Wierzbna w latach 1295–1305 miejscowość wymieniona jest w zlatynizownej formie Gerow.

## Zabytki
Do wojewódzkiego rejestru zabytków wpisany jest park.

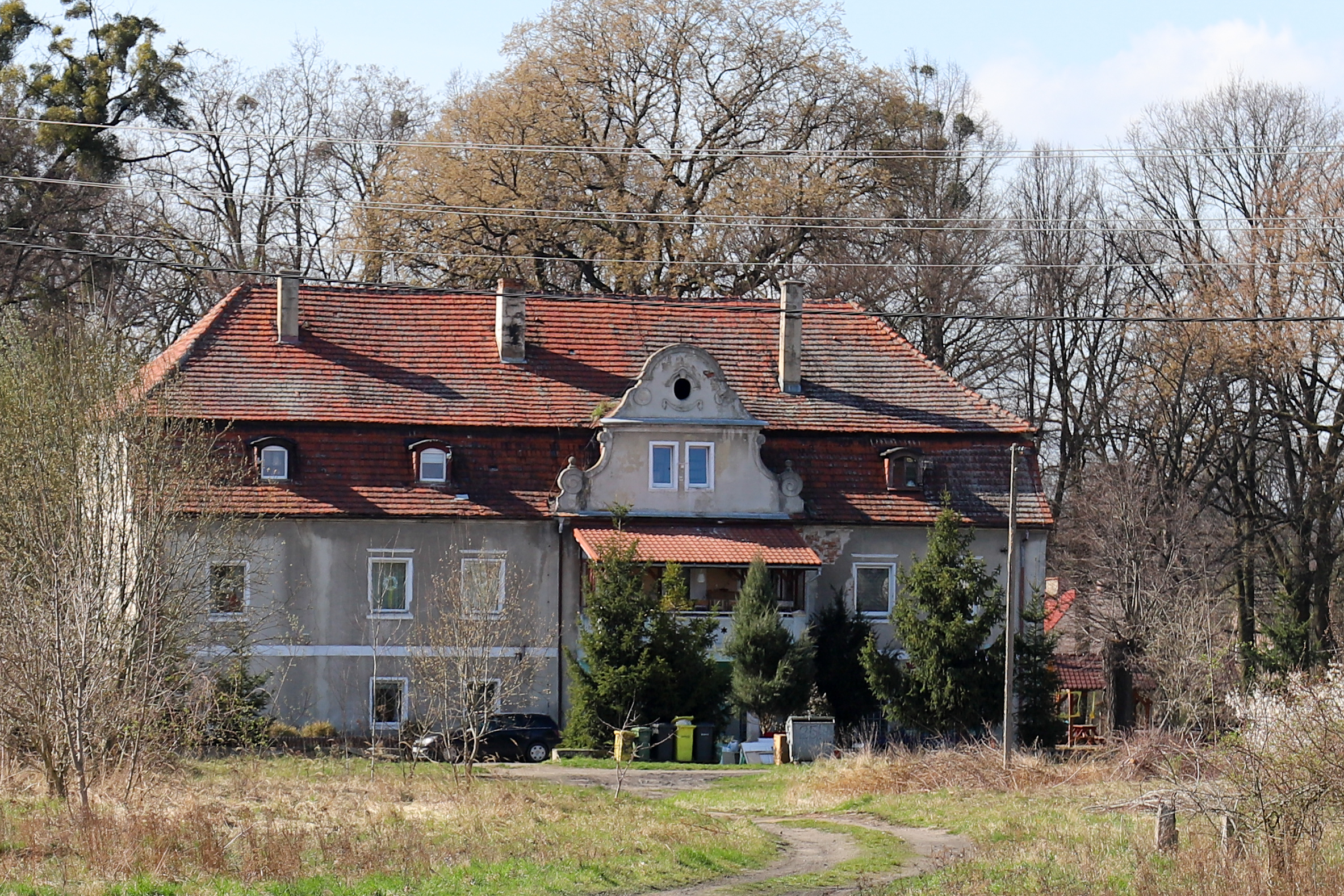